# Bouillac, Aveyron

Bouillac este o comună în departamentul Aveyron din sudul Franței. În 1 ianuarie 2022 avea o populație de 368 de locuitori.